# Crealogix
Die Crealogix Gruppe (eigene Schreibweise: CREALOGIX) ist ein Schweizer Softwareunternehmen. Crealogix entwickelt und implementiert Finanztechnologie-Lösungen (FinTech) für Banken sowie die öffentliche Verwaltung. Der Schwerpunkt der Unternehmenstätigkeit liegt in den Bereichen Mobile, Sicherheit und Vermögensberatung. Die 1996 gegründete Gruppe beschäftigt rund 380 Mitarbeitende. Die Aktien der Crealogix Holding (CLXN) werden an der SIX Swiss Exchange gehandelt. Crealogix hat Firmensitze in der Schweiz (Zürich), in Deutschland (Stuttgart, Jever, Coburg), in Großbritannien, in Riad, Singapur und in Barcelona.

## Geschichte
Das Unternehmen wurde 1996 von Bruno Richle, Richard Dratva, Peter Süsstrunk und Daniel Hiltebrand in der Schweiz gegründet. Im Jahr 2000 folgte der Börsengang. Vom anfänglichen reinen Dienstleistungsanbieter wandelte sich Crealogix zum Softwareprodukthersteller. Zusätzlich fand eine Fokussierung auf die Finanzindustrie statt. In 2011 übernahm die Crealogix die E-Banking Geschäftseinheit von “abaXX” von Cordys Deutschland AG. In 2012 akquirierte das Unternehmen AdviceManager von der deutschen Firma C1 FinCon. Im Jahr 2014 kamen weitere Standorte wie Singapur dazu.  Im Januar 2015 erwarb Crealogix das britische Unternehmen MBA Systems. Im Januar 2018 kaufte die Gruppe 100 Prozent der Anteile von Innofis, einem in Barcelona ansässigen Digital-Banking-Anbieter. Kurze Zeit später übernimmt sie ELAXY Business Solution & Services vollständig vom deutschen IT-Dienstleister Fiducia & GAD IT AG. und übt damit eine Option aus, die bereits im Rahmen der initialen Beteiligung im Jahr 2015 vereinbart wurde. Bei der ELAXY Financial Software & Solutions bleiben die Beteiligungen unverändert, Crealogix hält 80 % und die Fiducia & GAD weiterhin 20 %.
Am 15. September 2023 hat die Unternehmung eine Rückkehr in die Gewinnzone mit gesteigerter Profitabilität angekündigt.
Im Geschäftsjahr 2022/2023 verbuchte die Unternehmung ein positives EBITDA von CHF 8.90 Mio. sowie einen Umsatzrückgang.
Im Frühjahr 2024 teilte CREALOGIX die Übernahme durch die kanadische Firma Vencora mit.

## Tätigkeitsgebiet
In den Bereichen „Digital Banking“ & E-Payments, Digital Learning & Education entwickelt Crealogix internetbasierte Software sowie unternehmensübergreifende Module für Anwendungen zwischen Unternehmen und deren Kunden, Lieferanten sowie Mitarbeitern. Crealogix bietet verschiedene „Digital Banking“-Produkte für die Finanzindustrie an, darunter online und mobile Banking Systeme, online Banking Security, Finance Portale sowie Digital Financial Advisory Tools. Crealogix E-Payment Lösungen bieten eine Multibank-Anbindung an, sowie Hilfen für Firmen und Vereinen beim Zahlungsverkehr (SaaS-Lösung). Crealogix Education Software beinhalten E-Learning und mobile Lernplattformen sowie Trainingsmodule, angereichert durch Artificial Intelligence (AI)-Technologie zur automatisierten Umsetzung von Audio- und Videoinhalten in Textdaten für Analytics und die Optimierung der Datenverwaltung.